# Quirinus Schacher

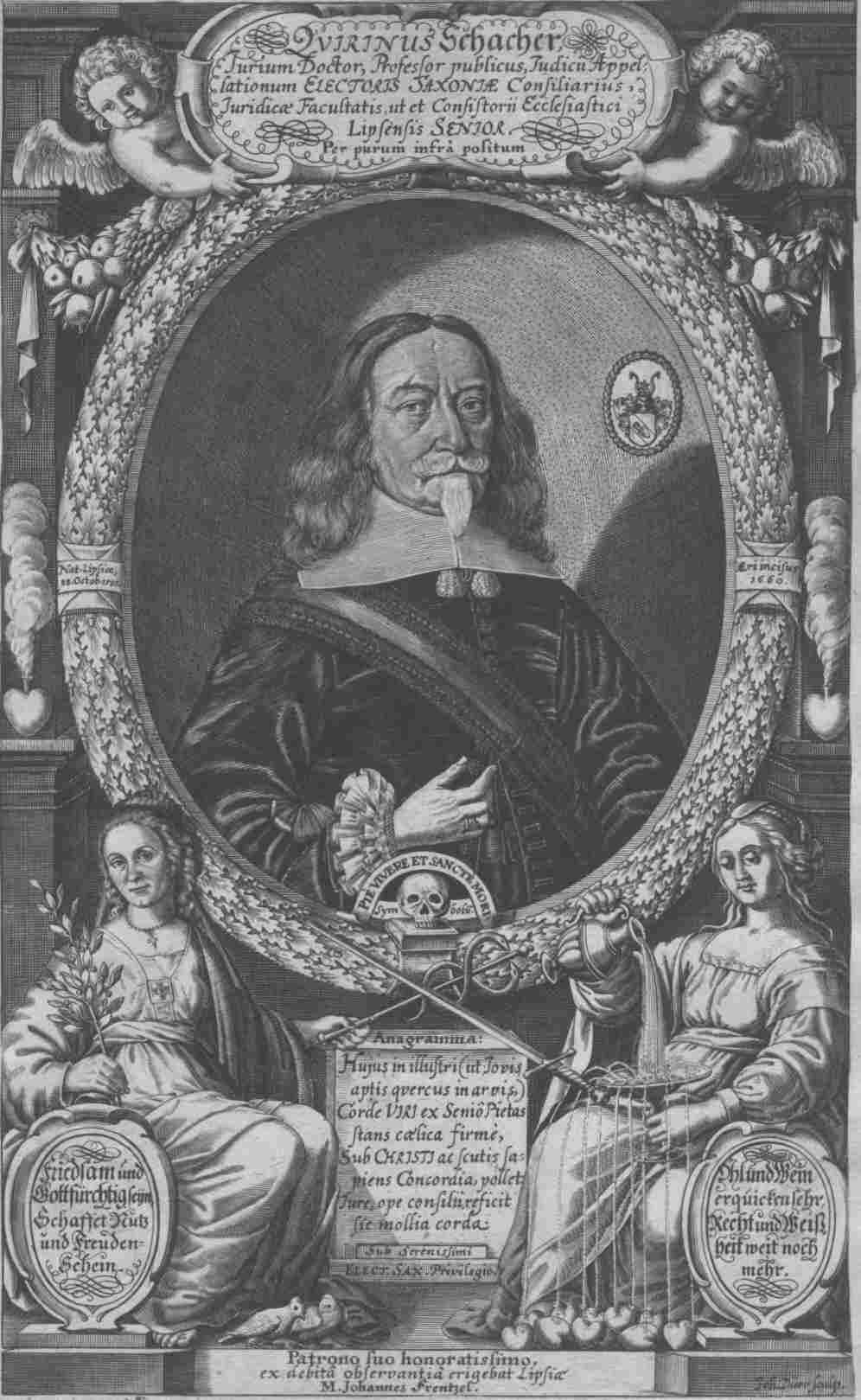
Quirinus Schacher

Quirinus Schacher (gelegentlich auch: Quirin Hartmann Schacher; * 28. Oktober 1597 in Leipzig; † 14. Juni 1670 ebenda) war ein deutscher Rechtswissenschaftler.

## Leben
Der Sohn des Kauf- und Ratmanns Quirin Schacher († 4. März 1623 in Leipzig) und der Catharina Scholler, Tochter des Handelsmanns in Frankfurt am Main Johann Scholler, hatte nach seiner Grundausbildung an der Leipziger Nikolaischule, ein philosophisches Studium an der Universität Leipzig aufgenommen. Nachdem er 1617 den akademischen Grad eines Magisters der Philosophie erworben hatte, widmete er sich juristischen Studien.
1619 wurde er als Baccalaureus an die juristische Fakultät aufgenommen, wurde am 2. Mai 1622 Lizentiat der Rechte und promovierte am 23. Januar 1623 zum Doktor der Rechte. Im selben Jahr begann er eine Bildungsreise, die ihn nach Frankfurt am Main, Ostfriesland und Niedersachsen führte. Während des Dreißigjährigen Krieges wurde er als Kommissär in den Heeren von der Leipziger Universität eingesetzt, wurde 1632 Advokat am Leipziger Konsistorium, 1639 Assessor an der juristischen Fakultät der Universität Leipzig, 1640 Assessor am Leipziger Oberhofgericht, 1645 Assessor am Leipziger Konsistorium und war Senior desselben von 1646 bis 1648.
Nachdem er 1645 als Substitut der Professur des Kodex gewirkt hatte, wurde er 1648 Assessor am Landgericht der Niederlausitz in Lübben und 1651 Senior der juristischen Fakultät. Von 1652 bis 1669 war er Assessor am Appellationsgericht in Dresden, wurde Kanoniker im Stift Naumburg und wurde 1654 Professor der Pandekten. Er stieg als solcher 1669 zur Professur des Kodex auf. Schacher hatte sich auch an den organisatorischen Aufgaben der Leipziger Hochschule beteiligt, war 1660 Decemvir der Akademie geworden und im Wintersemester 1645 Rektor der Alma Mater.
Quirinus Schacher starb am 14. Juni 1670 in Leipzig. Sein Leichnam wurde am 20. Juni in der Leipziger Paulinerkirche begraben.

## Familie
Aus seiner am 1. Februar 1628 in Wittenberg geschlossenen Ehe mit Anna Maria († 9. Februar 1647), der Tochter des sächsischen Hauptmanns und Kommandanten der Festung in Wittenberg Friedrich Venus von Graupen (* 7. April 1566 in Graupen/Böhmen; † 1. Oktober 1634 in Wittenberg) und Elisabeth Fischer, gab es mehrere Kinder.
- Christoph Hartmann Schacher (3. September 1633–29. August 1690 zu Leipzig)[1]
- Friederich Quirin Schacher.

Des Weiteren heiratete er in zweiter Ehe am 4. Juli 1648 Anna die Tochter des Juristen Elias Heydenreich.

## Werke (Auswahl)
Schacher hat 54 kleinere Dissertationen, drei Programme und einige Bücher hinterlassen die nach seinem Tod sein Sohn Christoph Hartmann herausgegeben hatte.
- Diss. De cessione actionum. Leipzig 1637.
- Diss. De jure retractus. 1650.
- Diss. De collationibus. 1654.
- Diss. De pollicitatione. 1654.
- Diss. De legitima. 1655.
- Diss. De remeddio in Integrum restitutionis ob dolum malum. 1655.
- Diss. Quaest. pro baccalaur. Leipzig 1619.
- Collegium practioum iuxta tit. Pandect iuris civilis her. Leipzig 1678, 1685, 1694, 1725.
- Index Treutlerianus ad usum locorum communium. Leipzig 1670.
- Promtuarium formularum. Leipzig 1655.
- De actionum cessione. Leipzig 1637.